# اچ‌ام‌اس ایرسیستیبل (۱۷۸۲)
اچ‌ام‌اس ایرسیستیبل (۱۷۸۲) (به انگلیسی: HMS Irresistible (1782)) یک کشتی بود که طول آن ۱۶۸ فوت (۵۱ متر) بود. این کشتی در سال ۱۷۸۲ ساخته شد.